# Edgar Heim
Edgar Heim (* 9. Juli 1930 in Thun; heimatberechtigt ebenda) ist ein Schweizer Psychiater und Psychotherapeut.

## Leben
Heim studierte Medizin an den Universitäten Bern, Wien und Paris. Von 1957 bis 1963 liess sich an der Universität Bern zum Facharzt für Psychiatrie und Psychotherapie ausbilden. Seine Lehrer Max Müller und Ernst Blum standen der Psychoanalyse nahe. Von 1963 bis 1965 war er «Research Trainee and Instructor» in Boston, wo er weitere Therapieformen kennenlernte. Er leitete von 1968 bis 1977 die Psychiatrische Klinik Schlössli in Oetwil am See. Heim wurde 1970 an der Universität Bern und im Sommersemester 1972 an der Universität Zürich habilitiert. Ab dem Sommersemester 1976 war er Titularprofessor der Universität Zürich. Ab dem Wintersemester 1977 war er ordentlicher Professor für poliklinische Psychiatrie und Psychotherapie an der Universität Bern sowie Direktor der Psychiatrischen Poliklinik der Universität Bern. Er baute das Fach Psychosoziale Medizin auf und forschte im Bereich Psychosomatik. 1994 wurde er emeritiert.
Heim unterrichtete am Psychoanalytischen Institut Zürich und am C.G. Jung Institut in Zürich und war mehrere Jahre Präsident der International Federation for Psychotherapy. Er wohnt in Thun.

## Schriften (Auswahl)
- Das Elektrokardiogramm des Langstreckenläufers (untersucht an 100 olympischen Skilangläufern). In: Schweizerische Zeitschrift für Sportmedizin. Jg. 6 (1958) (= Dissertation, Universität Bern, 1958).
- Krankheit als Krise und Chance. Kreuz, Stuttgart 1980, ISBN 3-7831-0600-1.
- Praxis der Milieutherapie. Springer, Berlin 1985, ISBN 3-540-13571-5.
- (mit Jürg Willi) Psychosoziale Medizin: Gesundheit und Krankheit in bio-psycho-sozialer Sicht. 2 Bände. Springer, Berlin 1986, ISBN 3-540-16229-1, ISBN 3-540-16121-X.
- Krankheit als Krise und Chance: Warum wir krank werden. Was wir daraus lernen für uns und im Umgang mit anderen. MVG, München 1989, ISBN 3-478-08405-9.
- Die Welt der Psychotherapie: Entwicklungen und Persönlichkeiten. Klett-Cotta, Stuttgart 2009, ISBN 978-3-608-94549-2.